# 94th Aero Squadron
94th Aero Squadron - 94 Aero – jednostka United States Army Air Service z okresu I wojny światowej.

## I wojna światowa

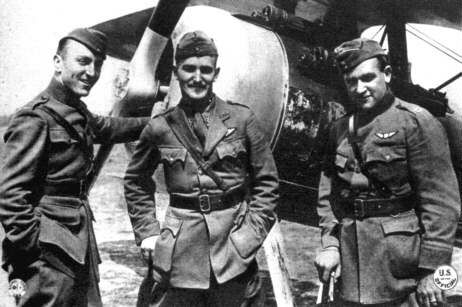
Edward Rickenbacker, Douglas Campbell i Kenneth Marr.

Jednostka została utworzona 20 sierpnia 1917 roku w Kelly Field w Teksasie. 30 września 1917 roku 2 oficerów i około 150 podoficerów i żołnierzy jednostki zostało skierowanych na terytorium Francji, do kilku różnych jednostek lotniczych oraz paru fabryk lotniczych w celu przeszkolenia w pilotażu i serwisie samolotów Nieuport. W kwietniu 1918 roku na lotnisku Toul-Croix De Metz Airfield wówczas Gengault Aerodrome koło Toul nastąpiło ponowne połączenie jednostki, która stała się pierwszą czynnie uczestniczącym w wojnie eskadrą myśliwską. Jednostka weszła w skład pierwszych eskadr dywizjonu 1st Pursuit Group.
14 kwietnia Douglas Campbell i Alan Winslow zestrzelili dwa samoloty niemieckie - były to pierwsze zwycięstwa powietrzne odniesione przez jednostkę amerykańską.
Piloci eskadry latali głównie na samolotach  Nieuport 28 oraz SPAD XIII

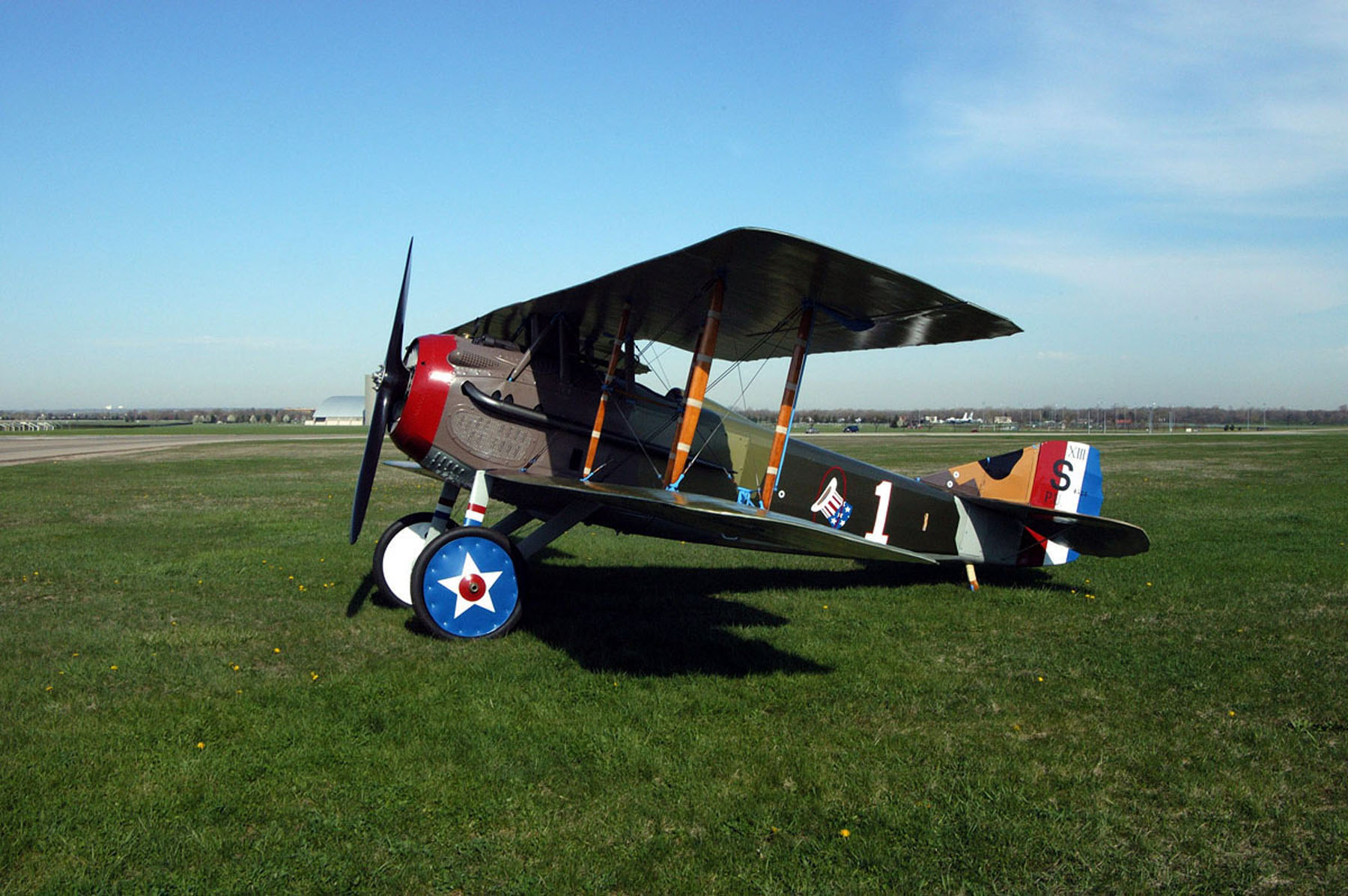
SPAD XIII w barwach USAF

94th Aero Squadron w całym okresie wojny odniosła 67 zwycięstw, 54 nad samolotami i 13 nad balonami obserwacyjnymi.
Łącznie w jednostce w czasie I wojny światowej służyło przeszło 8 asów myśliwskich m.in.: 
Edward Rickenbacker (26), Hamilton Coolidge (9), Reed McKinley Chambers (7), Harvey Cook (6), Douglas Campbell (6), David McKelvey Peterson (5), James Armand Meissner (4), Raoul Lufbery (2).

### Dowódcy Eskadry
| Stopień   | Nazwisko            | Okres                      |
| --------- | ------------------- | -------------------------- |
| Porucznik | J. Bayard Smith     | 20.08.1917 – -.03.1918     |
| Kapitan   | Henry L. Lyster     | -03.1918 – -07.03.1918     |
| Major     | John W.F.M. Huffer  | 07.03.1918 – 07.06.1918    |
| Kapitan   | Kenneth Marr        | 07.06.1918 - 09.06.1918    |
| Kapitan   | Alfred A. Grant     | sierpień.1918 - 25.09.1918 |
| Kapitan   | Edward Rickenbacker | 26.09.1918 – 26.12.1918    |

## Okres międzywojenny
W okresie międzywojenny 8 kwietnia 1924 roku jednostka została połączona z 103th Aero Squadron.